# Año Nuevo coreano
El Año Nuevo coreano, comúnmente denominado Seollal, es el primer día del calendario lunar coreano. Es el día festivo tradicional más importante de Corea. El mismo consiste de un período de celebraciones, que comienzan el día de Año Nuevo[cita requerida]. Los surcoreanos y norcoreanos también celebran el Día de Año Nuevo solar el primero de enero de cada año, según el calendario gregoriano. Las festividades del día de año nuevo coreano se extienden por 3 días, y se lo considera una obra maestra ya que es el término o la culminación del año. 
El término "seollal" por lo general hace referencia a Eumnyeok Seollal (음력 설날, año nuevo lunar), también denominado Gujeong (구정, 舊正). Menos frecuente es el uso del término, "seollal" para referirse al Yangnyeok Seollal (양력 설날, año nuevo solar), también denominado Sinjeong (신정, 新正).
El Año Nuevo coreano por lo general corresponde al día de la segunda luna nueva luego del solsticio de invierno, a menos que exista un muy raro mes undécimo o duodécimo intercalado en los días previos al año Nuevo. En este caso, el Año Nuevo cae en el día de la tercera luna nueva luego del solsticio (la próxima ocurrencia de esta circunstancia será en 2033).

## Costumbres

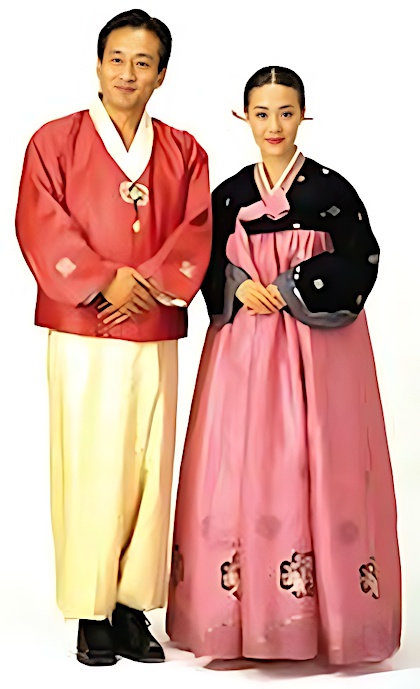
Vestimenta típica de la celebración

Por lo general el año nuevo coreano es una festividad familiar. El feriado de tres días es utilizado por muchas personas para regresar a sus pueblos originarios a visitar a sus padres y parientes, donde realizan un ritual ancestral denominado jesa. Muchos coreanos se visten con vestimentas coreanas tradicionales de colores vivos denominadas hanbok. En la actualidad, las familias más pequeñas tienden a tener menos formalidades y se visten con otras vestimentas formales en lugar del hanbok.
Muchos coreanos pasan el año nuevo en poblados de la costa este de Corea tales como Gangneung y Donghae en la provincia de  Gangwon, donde es más probable que vean los primeros rayos del sol del año nuevo.

## Juegos tradicionales
Existen varios juegos tradicionales asociados con las festividades de Año Nuevo. Aún es popular en la actualidad el juego tradicional de la familia yunnori (윷놀이). Yut Nori(Yunnori) es un juego de tablero tradicional de Corea, especialmente jugado durante el año nuevo coreano. Se lo juega utilizando varios tipos de varillas especialmente diseñadas. Tradicionalmente los hombres y los niños remontan  barriletes rectangulares denominados yeonnalligi, y juegan a jegi chagi (제기차기), un juego en el que un objeto liviano es envuelto en papel o tela, y luego es pateado a guisa de una pelota de trapo. Muchas mujeres y niñas coreanas juegan al neolttwigi (널뛰기), un juego de saltar en un subibaja (시소), y al gongginolie, un juego en el que se utilizan cinco pequeñas gonggi (originalmente piedrecillas, pero en la actualidad muchos utilizan gonggi comprados en negocios) mientras que los chicos hacen girar un paengi (팽이).